# 終極警探4.0
《終極警探4.0》（英語：Live Free or Die Hard），2007年出品的美國動作片，也是電影《終極警探》系列當中的第四部電影，主角不死警探約翰·麥克連再度由布魯斯·威利擔任，其他參與演出的還有提摩西·奧利芬、凱文·史密斯、賈斯汀·隆、Maggie Q等人。
《終極警探4.0》距離《終極警探》第一集拍攝已是19年的時間，劇情主軸也將不死英雄約翰·麥克連跟上電子時代，對抗高科技的網際恐怖份子。電影在北美於2007年6月27日上映，影片是根據1997年約翰·卡林於雜誌Wired所寫的文章《A Farewell to Arms》改編。

## 劇情

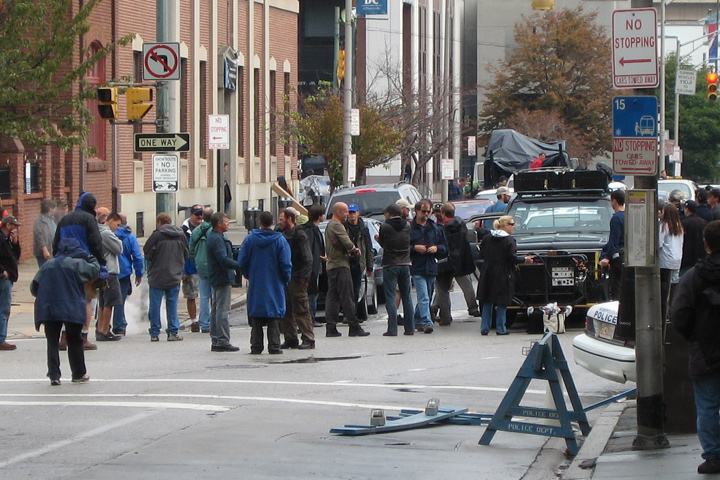
賈斯汀·隆、布魯斯·威利及連恩·懷斯曼於拍戲過程中討論接下來的場景，圖中拍片現場位於巴爾的摩。

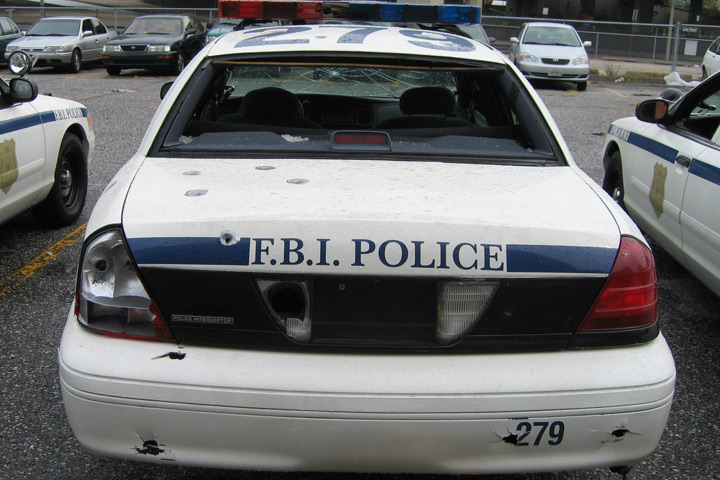
用於拍片的FBI警車，電影中這輛車負責護送麥克連和法萊爾，途中遭到蓋伯爾的殺手開槍射擊。

美國國慶日前夕，一群由湯瑪斯·蓋伯爾（提摩西·奧利芬飾演）領導的不法份子正進行一個破壞網路系統的大陰謀，他們與網路上的駭客合作，在駭客完成任務後即將駭客殺害。而這些網路攻擊事件也引起美國政府的注意，聯邦調查局（FBI）主管包曼（克里夫·柯提斯飾演）下令找出美國境內有能力進行這類攻擊的駭客，並要求美國各地的警察局提供協助。紐約市警察約翰·麥克連（布魯斯·威利飾演）便基於這樣的理由，要帶一個叫麥特·法萊爾（賈斯汀·隆飾演）的駭客到局裡問話，卻遇上幾個蓋伯爾的殺手，他們試圖殺害與他們合作的法萊爾，不過最後麥克連將這些殺手擊退。在護送途中，法萊爾提到“fire sale”這個名詞，說這些不法份子打算依照交通、金融、民生的順序破壞網路系統，而現今這些都是靠電腦控制的，他們可以在任何地方出沒，根本難以追查。
此時蓋伯爾癱瘓了華盛頓特區的交通系統，進一步癱瘓紐約股票市場，全國因此陷入混亂。另外，蓋伯爾也派出更多的殺手追殺往FBI前進的麥克連和法萊爾，不過最後麥克連將前來追殺的殺手們全部解決掉。
蓋伯爾一行人破壞交通、金融相關的網路系統後，接下來要針對民生部分下手，於是蓋伯爾派遣愛人梅玲（Maggie Q飾演）和幾個手下前往西維吉尼亞發電廠，卻遇上了麥克連和法萊爾。最後麥克連雖然將這些人全部解決掉，但痛失愛人的蓋伯爾悲憤不已，遂釋放瓦斯直衝發電廠，整間發電廠頓時夷為平地，麥克連和法萊爾則逃過一劫。不過在這次交手中，麥克連也查出蓋伯爾就是主謀者。
法萊爾帶著麥克連見自己的駭客軍師弗萊迪（凱文·史密斯飾演），弗萊迪告訴麥克連，蓋伯爾是前任美國國防部分析師，他之前就有主張國家有可能會遭遇網路攻擊，但他的建言不但不被採納，還遭到解僱，於是他決定自己來幹這一票。不過蓋伯爾也發現了他們的行蹤，在通話中麥克連知道蓋伯爾已經綁架了他的女兒露西（瑪麗·伊莉莎白·文斯蒂德飾演），於是他決定挺身而出拯救女兒。
麥克連透過弗萊迪查出了蓋伯爾的所在位置－國安局大樓，於是他和法萊爾來到了大樓。在麥克連與蓋伯爾的手下交手時，法萊爾透過駭客技術將他們鎖在伺服器外，然而法萊爾卻也被蓋伯爾給抓走了。蓋伯爾一行人駕駛一部公務車和一部卡車逃離，麥克連則從對方手中搶來卡車並追蹤公務車，還透過弗萊迪聯繫上包曼，要他派人支援，沒想到蓋伯爾闖入國防網路，派遣一架F-35B戰機攻擊卡車，讓麥克連不得不與戰機決鬥，多處高速公路路段也因此遭到破壞。經過一番纏鬥後，麥克連還是讓戰機墜毀，駕駛因此被逼跳傘逃生。之後麥克連跟著蓋伯爾及其手下來到一間倉庫，並與他們對決，而FBI的人馬也在此時趕到，局面才得以控制。最後，麥克連則是與他的女兒一起坐入了救護車當中，載往醫院。

## 演員

### 主要角色
| 演員                                           | 角色                            | 簡介 |
| 布魯斯·威利 Bruce Willis                       | 約翰·麥克連 John McClane        | 美國紐約市警察局警探，露西的父親。                                                                                             |
| 賈斯汀·隆 Justin Long                          | 麥特·法萊爾 Matthew Farrell     | 白帽黑客，意外捲入蓋伯爾的陰謀中，後協助麥克連對付以蓋伯爾為首的網絡恐怖分子團伙。                                             |
| 提摩西·奧利芬 Timothy Olyphant                 | 湯瑪斯·蓋伯爾 Thomas Gabriel    | 前美國國防部首席程式工程師，曾向高層反映現時的安保系統存有極大漏洞，但不獲重視，反被高層指控其為危險而將他革職，因而懷恨在心。 |
| 瑪麗·伊莉莎白·文斯蒂德 Mary Elizabeth Winstead | 露西·麥克連 Lucy McClane        | 約翰的女兒。 |
| Maggie Q                                       | 梅玲 Mai Linh                   | 蓋伯爾的情人兼副手，網絡恐怖分子團伙的二把手。                                                                                 |
| 凱文·史密斯 Kevin Smith                        | 華洛克／弗萊迪 Warlock / Freddy | 法萊爾的好友，技術高超的電腦黑客，協助麥克連和法萊爾對付蓋伯爾。                                                               |
| 克里夫·柯提斯 Cliff Curtis                     | 米傑爾·包曼 Miguel Bowman       | 聯邦調查局副局長兼網絡安全部部門主管。                                                                                         |
| 喬納森·薩多斯基 Jonathan Sadowski              | 崔爾 Trey                       | 蓋伯爾的手下、網絡恐怖分子團伙的首席駭客，深得蓋伯爾的信任。                                                                   |
| 愛德華多·科斯塔 Edoardo Costa                  | 愛默生 Emerson                  | 蓋伯爾的意大利裔手下、僱傭兵團首領，網絡恐怖分子團伙的三把手。                                                                 |
| 塞瑞爾·拉菲利 Cyril Raffaelli                  | 蘭德 Rand                       | 蓋伯爾的法國裔手下、體術高手。                                                                                                 |
| 柴爾柯·艾文奈克 Željko Ivanek                  | 莫利納探員 Agent Molina         | 聯邦調查局助理網路安全助理副主任，包曼的副手。                                                                                 |
| 張韻明 Christina Chang                         | 泰勒 Taylor                     | 聯邦調查局探員。 |

此外，蓋伯爾率領的網絡恐怖分子團伙成員還包括約戈·康斯坦汀、克里斯·巴勒莫（Chris Palermo）和布賴恩·韋斯（Bryon Weiss）飾演的羅素（Russo）、德爾（Del）和逃逸司機羅賓遜（Robinson）。安德魯·弗里德曼飾演卡斯珀（Casper），在蓋伯爾威脅下被迫協助他的黑客。姜成鎬飾演聯邦調查局的文職人員拉吉（Raj）；克里斯·艾里斯飾演麥克連的上司傑克·斯克拉維諾（Jack Sclavino）。麥特·歐黎瑞客串飾演其中一名被蓋伯爾暗算炸死的黑客；傑克·麥克道曼客串飾演露西的男朋友吉姆（Jim）；提姆·羅斯客串飾演美國國土安全部的聯絡官。

## 影評與反應

### 整體評價
終極警探4.0大多獲得正面的評價，在爛番茄網站當中，有80%的新鮮度（178篇回復，143篇正面，35篇負面）。在Metacritic中則有69的評價，在華盛頓郵報當中也廣泛的收到好的回應，IGN也給予4顆星（滿分5顆）。影評家理查·羅普與來賓評論家凱瑟琳·吐莉希也都給予該片「大拇指讚揚」，羅普說：「雖然不是最刺激的終極警探系列電影，但是也挺有趣的。」並且說到：「布魯斯·威利從影以來最具代表性的角色」。影評家麥克·馬德維也給予該片3顆星半的分數（滿分4顆），說到：「聰明的劇本，將不死警探的特色發揮到極致。」

### 票房表現
終極警探4.0在北美開幕首映當天就賺進了9百萬美元，這比前幾部的終極警探系列電影都高。電影開幕首週票房為3千3百萬美元（星期三與星期四的票房為4千8百萬美元）。到2007年10月11日為止，該片在全美當地已經賺進1億3千4百4十萬美元，外地賺進2億3千7百萬美元，全球票房3億7千2百4十萬美元，可以說是終極警探系列當中最成功的電影。

## 拍攝花絮
- 布魯斯·威利和Maggie Q拍攝動作戲時，不慎被Maggie Q的替身演员，用细高跟女鞋踢破頭，結果送醫院縫了7針。
- 潔西卡·辛普森曾為露西一角前來試鏡。
- 電影拍攝期間，擔任布魯斯·威利替身的特技演員拉里·瑞賓克羅伊格從25英尺高的地方落下時不慎摔傷，拍攝工作被迫暫停。
- 為配合劇組拍攝工作，洛杉磯市政府特地針對通往洛杉磯國際機場的主要高速公路實行封閉12天。

## 外部連結
- 互联网电影数据库（IMDb）上《終極警探4.0》的资料（英文）
- 爛番茄上《終極警探4.0》的資料（英文）
- Metacritic上《終極警探4.0》的資料（英文）
- Box Office Mojo上《終極警探4.0》的資料（英文）
- AllMovie上《終極警探4.0》的资料（英文）
- Yahoo奇摩電影上《終極警探4.0》的資料（繁體中文）
- 開眼電影網上《終極警探4.0》的資料（繁體中文）
- 时光网上《終極警探4.0》的資料（简体中文）
- 豆瓣电影上《終極警探4.0》的資料 （简体中文）